# Jesus har uppstått, halleluja
Jesus har uppstått, halleluja är en psalm med text skriven 1966 av Bernard Kyamanywa med musik från Tanzania. Texten översattes till svenska 2003 av Leif Tullhage.

## Publicerad som
- Psalmer och Sånger 1987 som nummer 815 under rubriken "Kyrkoåret - Påsk".[1]
- Finlandssvenska psalmboken 1986, tilläggshäftet ”Sång i Guds värld”, 2015, som nr 854 under rubriken "Kyrkoåret".